# Kostel Čtrnácti svatých pomocníků (Louny)
Kostel Čtrnácti svatých pomocníků a Nejsvětější Trojice je římskokatolický kostel ve městě Louny na bývalém Žateckém předměstí v okrese Louny. Jeho stavitelem byl lounský architekt Ludvík Naymayer, projekt byl konzultován s Pavlem Ignácem Bayerem. Stavba kostela byla dokončena v roce 1718. Roku 1789 dočasně přestal sloužit bohoslužebným účelům. V roce 2010 byl kostel opraven a znovu benedikován. Je chráněn jako kulturní památka České republiky.

## Dějiny

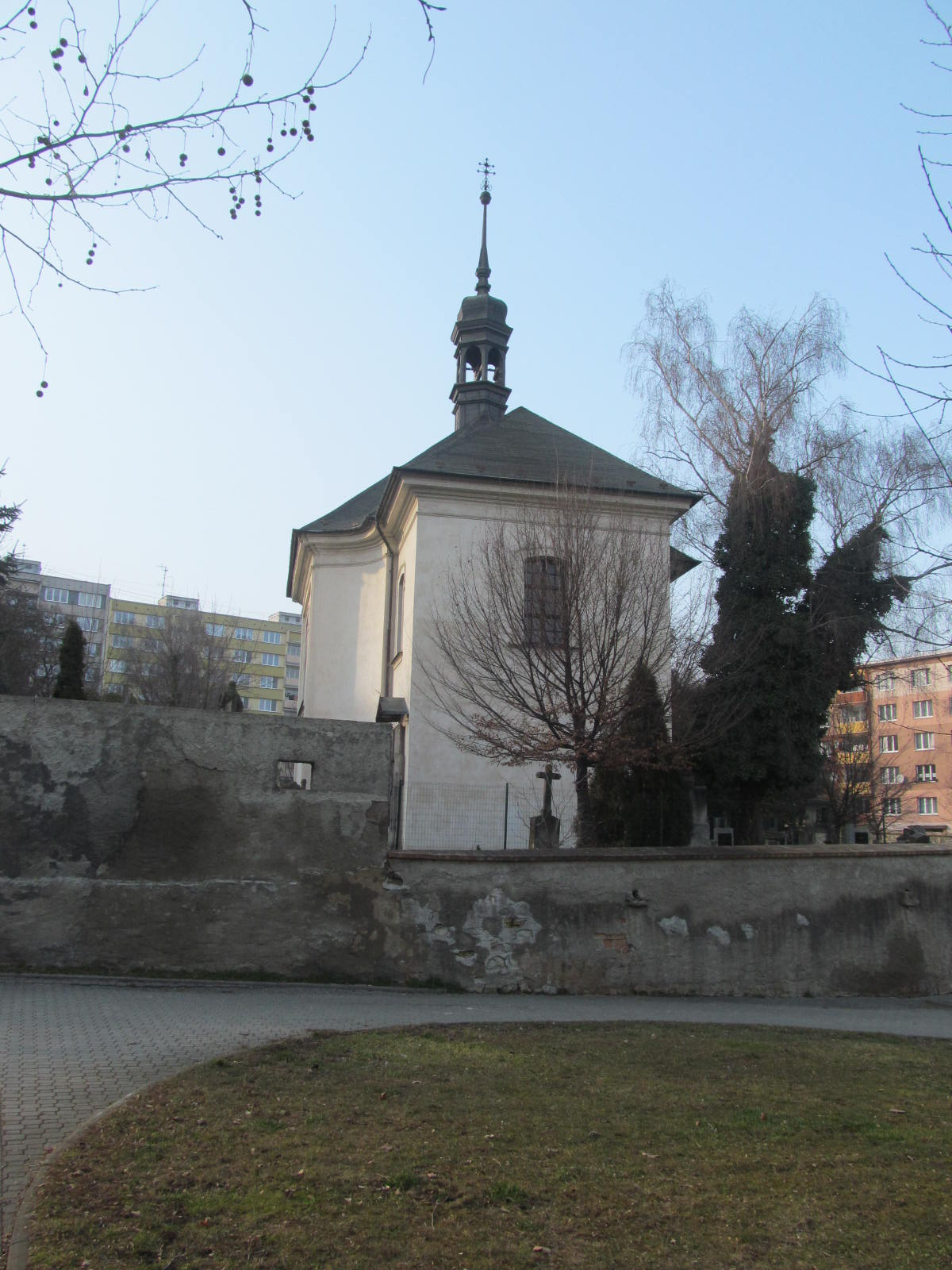
Pohled na kostel z východní strany

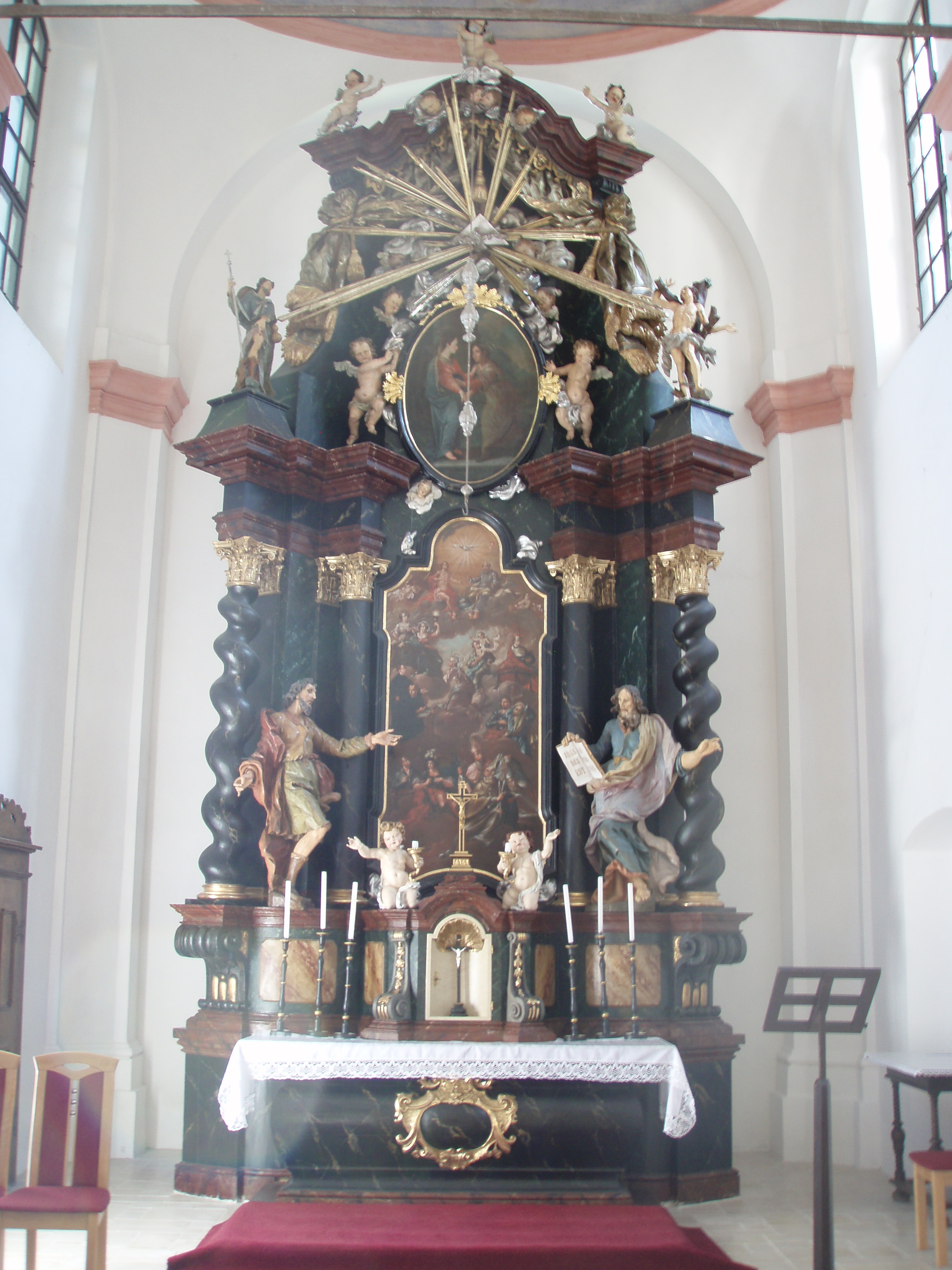
Oltář kostela

Prvotním popudem ke stavbě nové svatyně v Lounech byla v roce 1713 obava z blížící se epidemie moru. Z tohoto důvodu bylo pro kostel vybráno jeho patrocinium, protože Čtrnáct svatých pomocníků mělo chránit proti nemocem, zejména moru. Městská rada vypsala na financování projektu sbírku, na niž přispěla většina lounských měšťanů. V květnu 1714 byly finanční prostředky shromážděny a získán souhlas pražského světícího biskupa Daniela Josefa Mayera. Lounští radní pověřili vypracováním projektu místního stavitele Ludvíka Naymayera. Oponenturu k projektu vypracoval Pavel Ignác Bayer a další nejmenovaný pražský architekt. Zatímco Bayerovo dobrozdání není známo, pražský stavitel na projektu nalezl řadu chyb. Z tohoto důvodu i vzhledem k vypuknutí morové epidemie ve městě v létě 1714 bylo třeba zahájení stavby odložit.
Ke stavbě bylo vybráno spáleniště po bývalém městském hospodářském dvoře, který v listopadu 1620 vypálilo vojsko Albrechta z Valdštejna. Stavbu kostela provázely potíže, během ní se část klenby zřítila. K jejímu dokončení byl proto přizván polír z Postoloprt Michael Maggi. Dostavěn a vysvěcen byl kostel roku 1718. Jeho výzdoba byla svěřena místním umělcům: Oltářní obrazy namaloval Jan Jakub Smicheus, oltář a plastiky Čtrnácti svatých pomocníků vyřezal Jan Jakub Char. Dochované fresky jsou dílem Antonína Smichea. Po zrušení kostela v roce 1789 byl mobiliář převezen do Malého Háje. V roce 1738 je u kostela poprvé písemně doložená poustevna. Poustevníkovým úkolem bylo zvonit klekání, hlídat hřbitov a vykonávat práce hrobníka. Roku 1782 byla poustevna zrušena a rok nato i kostel. Zbytky budovy byly odstraněny v prvním desetiletí 21. století.
Na žádost lounského magistrátu však bylo konání bohoslužeb – s ohledem na okolní velký hřbitov – roku 1791 opět povoleno. V roce 2010 byl kostel opraven a znovu vysvěcen.
Duchovní správci kostela jsou uvedeni na stránce: Římskokatolická farnost – děkanství Louny.

## Architektura
Kostel je jednolodní orientovaná stavba. Loď konkávně přechází v užší presbytář na jedné a předsíň na druhé straně. Presbytář a předsíň jsou sklenuté oválnými kupolemi, loď nepravou plochou kupolí. Okna kostela jsou zakončena segmentovými oblouky. Kruchta je podklenuta valenou klenbou.
Hřbitov kolem kostela je ohrazen původní zdí. Na hřbitově je řada kvalitních náhrobků z 19. století. Jsou zde pohřbeny významné osobnosti z historie Loun včetně několika starostů.